# Дессерт, Юрий Александрович
Ю́рий Алекса́ндрович Де́ссерт (род. 5 сентября 1979 года, Барнаул, Алтайский край, РСФСР, СССР) — российский хоккеист.

## Биография
Воспитанник барнаульской хоккейной школы. С 1994 года начал играть во вторых составах новокузнецкого «Металлурга» и тольяттинской «Лады». В российских первенствах вплоть до завершения карьеры играл в различных клубах младших лиг, в основном высшей лиги чемпионата России.
В составе сборной России завоевал золотые медали Зимней Универсиады 2003.
В 2004—2006 и в 2009—2011 годах в чемпионате Казахстана играл в составе карагандинского «Казахмыса», павлодарского «Иртыша» и «Бейбарыса» из Атырау. В составе «Казахмыса» в сезоне 2005/2006 стал чемпионом страны.

## Достижения
- Чемпион Зимней Универсиады 2003.
- Чемпион Казахстана 2005/2006[англ.].